# Giovanni Lanfredini

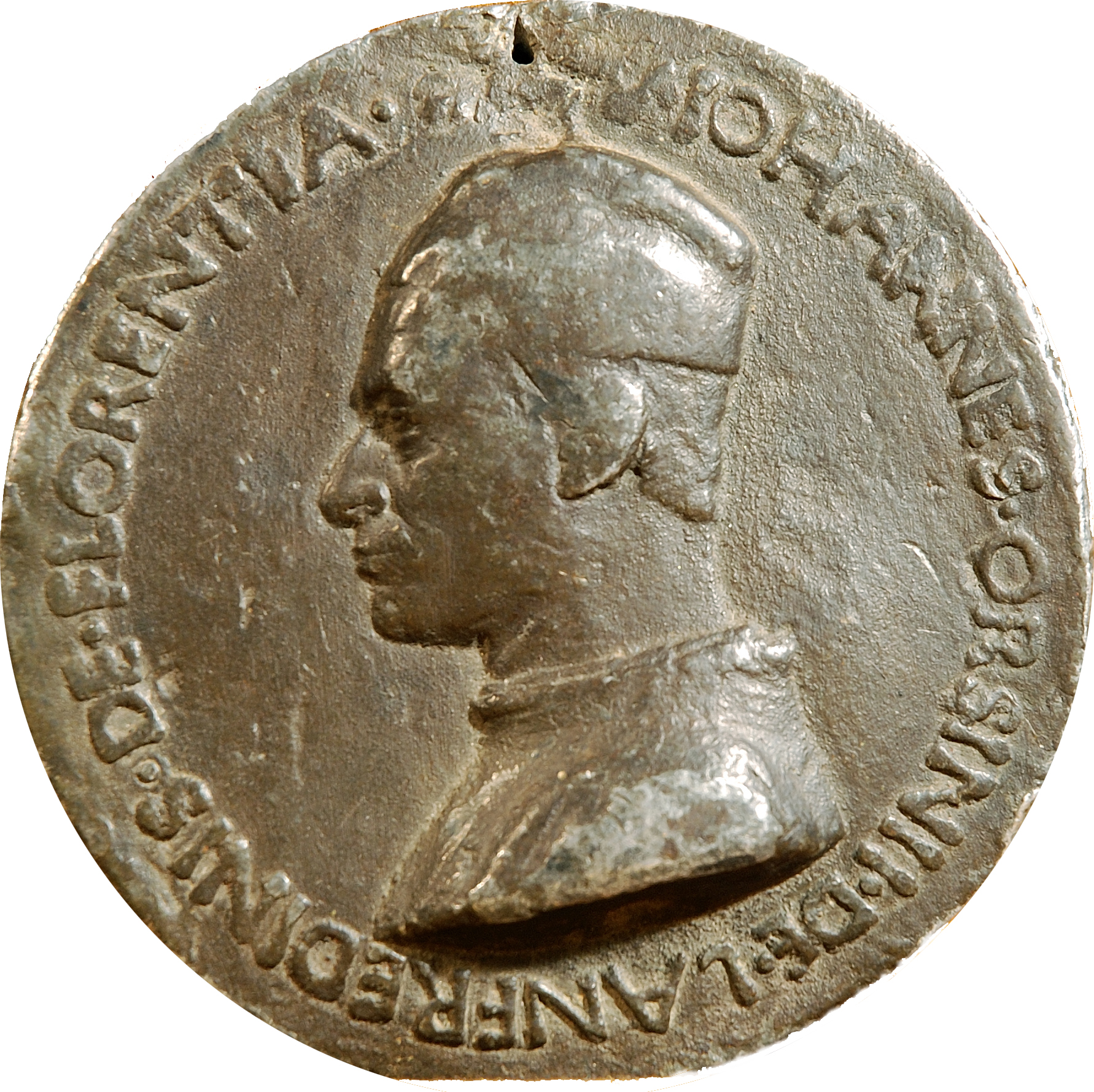
Sperandio, Medaglia di Giovanni Lanfredini

Giovanni Lanfredini (Firenze, 9 novembre 1437 – Roma, 5 gennaio 1490) è stato un banchiere e politico italiano.

## Biografia
Figlio di Orsino Lanfredini e di Ginevra Capponi, era il fratello minore di Jacopo, che come lui, spesso in collaborazione, fu tra i protagonisti della vita politica e culturale della Firenze nella seconda metà del Quattrocento. 
Alleato fidato dei Medici, fu prima direttore della filiale veneziana del Banco mediceo dal 1471 al 1480, poi Gonfaloniere di Giustizia nel 1483, e ambasciatore dal 1474 al 1480, a Napoli e a Roma, presso Innocenzo VIII. 
Col fratello nel 1464 acquistò dai Lamberteschi la Villa La Gallina, dove la loro famiglia aveva già alcuni terreni e la Torre del Gallo (da prima del 1427). La fecero affrescare da Antonio del Pollaiolo con i famosi Nudi danzanti, ma furono probabilmente loro stessi, o i loro immediati discendenti, a nascondere gli affreschi un po' licenziosi in epoca savonaroliana. Fu comunque proprio Giovanni a introdurre il Pollaiolo presso il papa per conto di Lorenzo il Magnifico, come si legge anche in una lettera di mano di Lorenzo.
Il figlio primogenito, Orsino, nato attorno all'anno 1473, morì circa quindicenne il 22 novembre 1488. Il maestro delle cerimonie Giovanni Burcardo annota nel suo diario che la morte lo colse "a causa di un'eccessiva attività erotica: stando ad alcuni, infatti, egli aveva avuto con una giovinetta sette rapporti in un'ora, stando ad altri ne aveva avuti undici in una notte."
Giovanni morì nella città pontificia e ricevette un solenne funerale nella basilica vaticana venendo sepolto nella sagrestia.